# الشواتر (بني حشيش)

تعديل مصدري - تعديل

الشواتر هي إحدى قرى عزلة الشرفة بمديرية بني حشيش التابعة لمحافظة صنعاء، بلغ تعداد سكانها 132 نسمة حسب تعداد اليمن لعام 2004.